# CD Necaxa
CD Necaxa  is een Hondurese voetbalclub uit de hoofdstad Tegucigalpa.

## Geschiedenis
De club werd opgericht in 1954. In 2010 promoveerde de club voor het eerst naar de hoogste klasse. Na een seizoen in de middenmoot konden ze zich voor de Apertura van 2011 plaatsen voor de tweede fase, waar ze uitgeschakeld werden door Olimpia. In de Clausura presteerden ze minder goed waardoor ze aan het einde van het seizoen net boven degradant Platense eindigden. Deze traditieclub kocht vervolgens de plaats van Necaxa over zodat zij in de hoogste klasse konden blijven.